# 4108-as mellékút (Magyarország)
A 4108-as számú mellékút egy majdnem pontosan 25 kilométeres hosszúságú, négy számjegyű mellékút Szabolcs-Szatmár-Bereg vármegye északi-középső részén. Kisvárdától húzódik Vásárosnaményig.

## Nyomvonala
A 4145-ös útból ágazik ki, annak az 5+350-es kilométerszelvénye közelében, dél-délkeleti irányban, Kisvárda központjának délkeleti részén, Gyár utca néven. Mintegy 300 méter után, felüljárón áthalad a Budapest–Záhony-vasútvonal vágányai felett, majd Árpád utca néven folytatódik, így halad el a városi kórház létesítményei mellett is. 1,8 kilométer után egy körforgalomhoz ér: nyugat felől a 4153-as út torkollik itt bele, az ellenkező irányban pedig a város (számozatlan) keleti elkerülő útja (Ipari utca) folytatódik. Kevéssel ezután ki is lép a belterületről, 2,4 kilométer után pedig a város határai közül is kilép.
Anarcs területén folytatódik, a községet 4,1 kilométer megtétele után éri el, ugyanott kiágazik belőle dél felé a 4105-ös út Baktalórántháza irányába. A központig Széchenyi István utca  néven húzódik, majd onnan Damjanich utca lesz a neve, így hagyja el a belterületet a 6. kilométere közelében. Szabolcsbáka a következő települése, melynek határát 7,4, lakott területét 7,8 kilométer után éri el. Települési neve előbb Jókai utca, majd egy iránytörés után Kossuth Lajos utca, a déli falurészben pedig Petőfi Sándor utca; így lép ki a belterületről, kevéssel 10,2 kilométer megtétele előtt.
Majdnem pontosan a 12. kilométerénél éri el Gemzse határát, a faluba 12,9 kilométer után érkezik meg, s ott a Kossuth utca nevet veszi fel. A központot elhagyva egy kisebb irányváltása következik, s egyben nevet is vált: Tompa Mihály utca néven húzódik a belterület délkeleti széléig, amit nagyjából 14,4 kilométer után ér el. A 15. kilométere táján, pár száz méteren át ismét lakott területeket érint: itt Gemzse Újsor nevű, némileg különálló településrésze mellett halad el.
A 16. kilométere közelében lép át a következő falu, Ilk területére, a belterület szélét 16,5 kilométer után éri el, s ott az Ady Endre utca nevet veszi fel. A központhoz közeledve előbb Jókai Mór utca, majd Bethlen Gábor utca lesz a neve, kicsivel a 18. kilométere után pedig – közvetlenül a községháza mellett – beletorkollik délről, Rohod-Nyírmada felől a 4107-es út. Innen a Kossuth utca nevet viseli, a belterület keleti széléig, amit nem sokkal a 19. kilométere előtt hagy maga mögött.
19,5 kilométer megtételét követően elhalad Ilk, Kisvarsány és Vásárosnamény hármashatára mellett, Kisvarsányt azonban ennél jobban nem érinti, innen már Vásárosnamény határai között folytatódik. 22,9 kilométer után éri el a város első házait, melyek között az Ilki út nevet veszi fel, így keresztezi 23,5 kilométer után a Mátészalka–Záhony-vasútvonal vágányait, Vásárosnamény vasútállomás térségének északi részén. A síneket elhagyva már Kossuth Lajos utca a neve, így éri el, alig 200 méterrel arrébb azt a kereszteződést is, ahol észak-északnyugat felől beletorkollik a Záhonytól idáig húzódó 4115-ös út. Elhalad a város kórháza és két középiskolája mellett, egy szakaszon a Szabadság tér nevet viseli, majd 24,7 kilométer után áthalad egy körforgalmon, amelyben kiágazik belőle nyugat felé a vasútállomást kiszolgáló 41 318-as számú mellékút (Rákóczi út). Utolsó szakaszának Jókai út a neve, így is ér véget, beletorkollva a 41-es főútba, annak az 52+100-as kilométerszelvénye közelében.
Teljes hossza, az országos közutak térképes nyilvántartását szolgáló kira.kozut.hu adatbázisa szerint 24,964 kilométer.

## Története
1934-ben a kereskedelem- és közlekedésügyi miniszter 70 846/1934. számú rendelete a teljes hosszában harmadrendű főúttá nyilvánította, 362-es útszámozással (még azzal együtt is, hogy egy rövidebb szakasza, Gemzse-Ilk térségében, a rendelet alapján 1937-ben készült térkép alapján még nem volt kiépítve).
Egy dátum nélküli, feltehetőleg 1950 körül készült térkép a teljes mai hosszában harmadrendű főútként tünteti fel, 472-es útszámozással.

## Települések az út mentén
- Kisvárda
- Anarcs
- Szabolcsbáka
- Gemzse
- Ilk
- (Kisvarsány)
- Vásárosnamény